# Carlo Baratelli

Carlo Baratelli, née le 1er mars 1926 à Genève et morte le 30 octobre 2017 à La Chaux-de-Fonds, est un peintre et dessinateur suisse. Il a également enseigné les beaux-arts à l'École des beaux-arts de La Chaux-de-Fonds. Sa pratique se concentre sur le rapport du tableau à l'espace.

## Biographie
Carlo Baratelli est né en 1926 à Genève. Son grand-père, italien, était maçon. De 1939 à 1948, il vit à Alger, où il commence par un apprentissage de peintre en bâtiments puis suit des études d'architecture et de dessin à l'École des beaux-arts d'Alger. À son retour en Suisse, il rejoint son oncle, Georges Dessouslavy, à La Chaux-de-Fonds, où il suit ses cours. De 1948 à 1950, il l'assiste dans la réalisation de la fresque Le Travail, pour le hall de la gare de La Chaux-de-Fonds.Lors de cette période, il rencontre le peintre Lucien Schwob, qui l'introduit aux avant-gardes américaines et européennes Il entre aussi en contact avec les artistes Jean Lurçat et Germaine Richier. Il enseigne à l'Ecole d'art de La Chaux-de-Fonds à la mort de Schwob. En plus de son activité artistique et d'enseignement, il s'engage pour l'art à travers des jurys et des commissions. En 1957, il donne naissance à un fils, Jérôme Baratelli.

## Œuvre
Carlo Baratelli utilise principalement des techniques picturales comme la peinture, le dessin ou la gravure, mais il a aussi utilisé d'autres techniques comme la photographie, le collage, l'objet ou l'environnement. Il a également réalisé plusieurs œuvres dans l'espace public, dont une mosaïque monumentale de 28 mètres de long sur 3 mètres de haut au Collège des Gentianes, à La Chaux-de-Fonds, en 1958. 
Dès ses débuts, Carlo Baratelli est proche du cubisme, notamment dans l'usage d'une grille qui structure ses tableaux. Il cite une reproduction de Paul Cézanne, découvert en 1944, qui lui a donné envie de peindre. Il affirme que "son œuvre parlait peinture, esprit, spéculation et non pas représentation ou sentiment. Pour moi, la peinture s'est avérée intéressante au moment où elle devenait construction, élaboration, calcul, jeu même.". Cézanne compte ainsi parmi les références principales du peintre. Ses premiers tableaux, entre 1950 et 1954, représentent souvent des chantiers et des échafaudages, qui sont des sujets avec une construction rigoureuse, qui se retrouve dans les compositions abstraites plus tardives. Ces années-là sont aussi celles de la première reconnaissance institutionnelle: en 1953, il est primé par la Fondation Kiefer Hablitzel à Berne et en 1954 par la Fondation Alice Bailly à Lausanne. 
Entre 1965 et 1969, il réalise une série de tableaux représentant des boîtes, qui empruntent parfois des éléments de meubles, comme des pieds. 
En 1975, il réalise un décor peint monumental pour le collège Numa-Droz à La Chaux-de-Fonds. Ce décor, formé de grands aplats de couleur sur la partie supérieur des murs des quatre salles de gymnastique, cherche à construire un environnement visuel. L'utilisation de champs de couleurs peut être rapproché du travail de Barnett Newman. Cette expérience marque une première rupture importante dans la carrière de Baratelli. Afin de surmonter cette période de doute, il commence une série de dessins quotidiens, réunis sous le titre Journal de mars en 1976. Cette rupture le conduit à modifier son rapport à l'espace et il réalise désormais des œuvres formées de plusieurs toiles, séparées de quelques centimètres (Gris de D'jam, 1980). Le mur prend également de plus en plus d'importance dans son œuvre, en occupant l'espace entre les toiles formant un ensemble. En 1984, il participe au concours pour le décor de la gare CFF de Genève-Aéroport, sans le remporter. En 1987, il crée une installation sur la façade de la poste du Locle, qui a suscité des réactions négatives de la part de la population.
En 1990, il est invité à participer à l'exposition "Le rêve du peintre" au Musée d'art et d'histoire de Neuchâtel. Il peint une immense fresque sur les quatre murs de la salle qui lui est attribuée. La fresque est composée de coups de pinceaux blancs et répétitifs, qui couvrent la moitié inférieure des murs. Pour Baratelli, il s'agit de "peindre la peinture", dans un mouvement qui se rapproche de celui de l'écriture. Il s'agit du deuxième moment de rupture de sa carrière, après lequel il retourne au réel en peignant des natures mortes d'atelier à l'aquarelle. En 1993, il réalise l'installation Rip-Rap, qui occupe pendant quelques mois une galerie souterraine à la Place Pury de Neuchâtel. Il s'agit d'une longue fresque à l'acrylique, dont le fond blanc est rythmé par des éléments noirs, jaunes et rouges, dans le but "d'escorter le cheminement [du passant] comme une joyeuse sarabande éphémère", selon les mots de Myriam Poiatti.
En 1998, Baratelli se tourne vers la photographie. Sa démarche repose sur le hasard : il ne cherche pas à constituer une collection de modèles, mais à capter "l'aller-retour du regard: l'oeil qui cible, "la chose" qui fait signe". Cette pratique est accompagnée par la réutilisation de photographies tirées de magazines.
Le 13 mars 2003, Carlo Baratelli commence une série de dessins quotidiens. Chaque jour, sur une feuille A4, il trace des traits droits afin de former un motif proche de l'écriture ou de l'abstraction. Il poursuit ce travail en tout cas jusqu'en 2010.
Carlo Baratelli a exposé dans la galerie La Roue à Paris, la galerie Entracte à Lausanne, la galerie Palette à Zürich, la galerie Media et la galerie Ditesheim à Neuchâtel. Ses œuvres sont conservées au Musée des beaux-arts de La Chaux-de-Fonds, au Musée cantonal des beaux-arts à Lausanne et au Musée d'art et d'histoire de Neuchâtel.

## Œuvres dans l'espace public
- 1957: Peinture murale pour la Mutuelle vaudoise, Lausanne.
- 1958: Mosaïque monumentale au Collège des Gentianes de La Chaux-de-Fonds.
- 1976: Sept peintures murales pour le centre Numa-Droz, La Chaux-de-Fonds
- 1987: Intervention sur le mur extérieur du bâtiment de la poste, le Locle

## Expositions importantes
- 1951: Première exposition personnelle au Musée des beaux-arts de La Chaux-de-Fonds
- 1957: "Peinture suisse abstraite", Musée d'art et d'histoire de Neuchâtel
- 1986: Rétrospective "Carlo Baratelli 50-86" au Musée des beaux-arts de La Chaux-de-Fonds
- 2001: Exposition personnelle au Musée des beaux-arts de La Chaux-de-Fonds